# Lazar Branković
Lazar Branković (srbsko Лазар Бранковић) je bil od leta 1456 do 1458 despot Srbskega despotata in knez Raše, * okoli 1421, Beograd, Srbski despotat, † 20. januar 1458, Smederevo, Srbski despotat.
Bil je tretji sin despota Đurađa Brankovića in njegove žene Irene Kantakuzene. Nasledil ga je starejši brat Stefan Branković.

## Življenjepis
Lazarjeva starejša brata Grgur in Stefan sta bila na ukaz sultana Murata II. leta 1441 oslepljena. Lazar je postal očetov naslednik verjetno ravno zato, ker je bil njegov edini nepohabljeni sin. Đurađ je umrl 24. decembra 1456. 
Lazarjevo kratko vladavino so zaznamovali predvsem družinski spori z materjo in sorojencema. Lazar je leta 1457 prisegel zvestobo Mehmedu II., sinu in nasledniku Murata II. S prisego je verjetno poskušal preprečiti osmansko invazijo na Srbijo. Razen tega je med svojim vladanjem imenoval Mihaila Anđelovića iz rodbine Anđelović za velikega čelnika. Mahailo je bil po Lazarjevi smrti  nekaj časa tudi načelnik regentskega sveta, v katerem so bili razen njega še Stefan Branković in Lazarjeva vdova Helena Paleologina.
Lazar je umrl 20. februarja 1458. Vzrok smrti ni znan.

## Družina
Lazar in njegovi sorodniki so v rokopisu v Vatikanski knjižnici imenujejo "Dell'Imperadori Constantinopolitani" (konstantinopelski imperatorji). Rokopis je znan tudi kot Massarellijev rokopis, ker so ga odkrili med rokopisi škofa  Angela Massarellija (1510–1566). Massarelli je bil generalni tajnik Tridentinskega  koncila, ki je vodil dnevnik dogajanj na koncilu.
Massarellijev rokopis ga omenja kot sina Đurađa Brankovića in Irene Kantakuzene. Njeno materinstvo je za nekatere zgodovinarje vprašljivo, ker je bil Đurađ pred njo poročen s hčerko Ivana IV. Trabzonskega. Dvom ni potrjen v nobenem primarnem viru. Razen tega je bil Ivan IV. rojen med letoma 1395 in 1417 in zato do 1410. let ni mogel biti stari oče.
11. septembra 1429 je Đurađ doniral samostanu Esfigmenu na gori Atos. V darovnici so omenjena imena soproge Irene in petih otrok. Ista imena omenja tudi Masarellijev rokopis. Druga rodoslovja omenjajo tudi šestega otroka, Todorja Brankovića, ki je verjetno zelo kmalu umrl in zato med sorojenci ni omenjen.
Najstarejši otrok je bil Grgur Branković, ki ga dokument iz leta 1429 imenuje despot. Raziskave kažejo, da je bil Grgur imenovan za guvernerja z Brankovići povezanih posesti v južni Srbiji. Na položaj naj bi ga imenoval Murat II. leta 1439. Aprila 1441 je bil obtožen zarotništva proti Muratu II. in njegovo guvernerstvo se je končalo. Zaprli so ga v ječo v Amasyi in ga 8. maja 1441 oslepili. Po zapisih Frana Miklošiča v "Monumenta Serbica Spectantia Historiam Serbiae, Bosniae, Ragusii" iz leta 1858 so bili Grgur in njegovi bratje sopodpisniki Đurađeve listine, s katero je potrdil privilegije Dubrovniške republike. Listina ima datum 17. september 1445. Grgur se je zatem pod imenom  German umaknil v samostan in se leta 1458 vrnil z zahtevo, da on in njegov sin  postaneta naslednika izpraznjenega prestola Raše. Massarellijev rokopis omenja, da Grgur ni bil poročen, kasnejša rodoslovja pa omenjajo njegovo ženo Jelisaveto. Grgurjev verjetno nezakonski sin Vuk Grgurević je bil kasneje naslovni srbski despot (1471–1485).
Massarellijev rokopis za Grgurjem omenja Lazarjevo starejšo sestro Maro Branković, eno od žena Murata II. Za njo sta omenjena Stefan Branković in sestra Cantacuzina. Njeno ime je polatinjen priimek njene matere Irene. Kasnejša rodoslovja jo imenujejo Katarina. Poročena je bila z Ulrikom II. Celjskim. Lazar je omenjen kot peti in zadnji Đurađev otrok.
Lazar se je leta 1446 poročil s Heleno Paleologino Morejsko, hčerko morejskega despota Tomaža Paleologa in Katarine Zaccaria iz Ahajske kneževine. Z nji je imel tri hčerke:
- Heleno (Marijo), poročeno z bosanskim kraljem Stefanom Tomaševićem
- Milico, poročeno z Leonardom III.Toccom Epirskim[9]
- Jerino, poročeno z Gjonom Kastriotijem II.[10]